# Un rêve de Séverac
Pour les articles homonymes, voir Un rêve.
Un rêve est une mélodie pour voix et piano de Déodat de Séverac composée en 1901 sur un poème d'Edgar Allan Poe.

## Présentation
Sur le poème d'Edgar Allan Poe A Dream, traduit par Stéphane Mallarmé, Un rêve est une mélodie composée par  Séverac en 1901.
La partition, dédiée au peintre Odilon Redon, ami du compositeur, est publiée pour la première fois en 1903 par Édition mutuelle.

## Analyse
Un rêve est en mi majeur, de tempo « très calme », et se caractérise par son « langage debussyste ».
La musicologue Marie-Claire Beltrando-Patier relève dans cet esprit sa forme continue, une déclamation recto-tono, l'usage de notes répétées et la présence de rythmes irrationnels.
L'esthétique impressionniste de la pièce est aussi soulignée par les sonorités du piano, « souvent en demi-teintes avec les deux pédales », et son écriture parfois à trois portées.
Graham Johnson y décèle l'influence de Pelléas et Mélisande. À propos de l'indication du rythme de la basse, notée « dans la demi-teinte », il considère que « cette couleur ombrée abrite tout un univers de murmures musicaux en clair-obscur ».
Pour lui, l'accompagnement, « paisiblement propulsé par des triolets pointés qui ondoient légèrement et sont parfois autorisés à s’interrompre en de brefs moments d’extase », relève « d'un pianisme orchestré, ou d’une orchestration pianistique, alla Debussy ». Associé à une ligne mélodique « modelée sur les rythmes parlés », le rêve devient magique par la grâce d'un « mélange sensuel, quasi physique, entre la voix et le piano, main dans la main avec une harmonie somptueuse ».

## Discographie
- Songs by Déodat de Séverac, François Le Roux (baryton), Graham Johnson (piano), avec la participation de Patricia Rozario (soprano), Hyperion Records CDA66983[5], 1998.
- Déodat de Séverac : Mélodies, Anne Rodier (soprano), François-Michel Rignol (piano), Solstice SOCD319, 2016[6].

### Ouvrages généraux
- Vladimir Jankélévitch, La présence lointaine : Albeniz, Séverac, Mompou, Paris, Seuil, coll. « Points » (no 912), 2021 (1re éd. 1983) (ISBN 978-2-7578-9065-3).
- Marie-Claire Beltrando-Patier, « Déodat de Séverac », dans Brigitte François-Sappey et Gilles Cantagrel (dir.), Guide de la mélodie et du lied, Paris, Fayard, coll. « Les Indispensables de la musique », 1994, 916 p. (ISBN 2-213-59210-1), p. 727-728.

### Monographies
- Jean-Bernard Cahours d'Aspry, Déodat de Séverac, musicien de lumière. Sa vie, son œuvre, ses amis (1872-1921), Atlantica-Séguier, coll. « Carré Musique », 2001, 145 p. (ISBN 978-2-84049-235-1).
- Pierre Guillot, Déodat de Sévérac : musicien français, Paris, L'Harmattan, 2010, 354 p. (ISBN 978-2-296-13156-9, présentation en ligne).